# Anna Dziewit-Meller
Anna Dziewit-Meller (ur. 19 marca 1981 w Chorzowie) – polska pisarka, dziennikarka, autorka książek dla dzieci, wokalistka.

## Życiorys
Jest córką dziennikarza prasowego Piotra Dziewita.
Ukończyła studia na Wydziale Nauk Politycznych na Uniwersytecie Jagiellońskim w Krakowie. Jej pierwszą pracą było redagowanie tekstów w piśmie literackim „Lampa”, gdzie debiutowała.
Była pomysłodawczynią, a następnie jedną z założycielek powstałego we wrześniu 2001 kobiecego zespołu rockowego Andy. Zespół debiutował na scenie we wrześniu 2002, grał m.in. koncerty u boku zespołów Cool Kids Of Death, Myslovitz czy T.Love. W 2009 roku zespół wydał płytę 11 piosenek.

## Twórczość
Wspólnie z Agnieszką Drotkiewicz wydała książki z wywiadami pt. Głośniej! Rozmowy z pisarkami oraz Teoria trutnia i inne. Rozmowy z mężczyznami. Jest też współautorką (z mężem Marcinem Mellerem) reportażu Gaumardżos, opowieści z Gruzji, nagrodzonego Nagrodą Magellana 2011. W 2012 roku wydała swoją pierwszą powieść Disko, nominowaną do Nagrody Literackiej Gryfia. W 2016 roku ukazała się kolejna powieść pisarki Góra Tajget. W 2020 roku nakładem Wydawnictwa Literackiego ukazała się jej książka Od jednego Lucypera.
Jest także autorką popularnych książek dla dzieci. W 2017 roku ukazała się książka Damy, dziewuchy, dziewczyny. Historia w spódnicy - opowieść o 17 kobietach, które zapisały się na kartach historii. Rok później ukazał się drugi tom książki Damy, dziewuchy, dziewczyny. Podróże w spódnicy.
W 2016 roku była nominowana do Nagrody Grand Press za wywiad Szydełko, który ukazał się na łamach „Wysokich Obcasów”, dodatku do „Gazety Wyborczej” - rozmowa z jej babką Anną Podstawską-Dziewit, ginekolożką ze Śląska, o skutkach podziemia aborcyjnego w latach 50. XX wieku. Od 2016 roku współprowadziła również portal „BukBuk”, na którym recenzowała książki, rozmawiała z polskimi i zagranicznymi pisarzami, krytykami literatury, aktorami, dziennikarzami. Stworzyła kanał na YouTube o takiej samej nazwie.
W styczniu 2017 została felietonistką „Tygodnika Powszechnego”. Ze współpracy z pismem zrezygnowała w październiku 2020. Impulsem dla tej decyzji były protesty przeciwko zaostrzeniu przepisów dotyczących aborcji w Polsce. Następnie od listopada 2020 do lutego 2023 roku była stałą felietonistką tygodnika Polityka, z którym współpracowała już wcześniej. W styczniu 2021 została  redaktorką naczelną Grupy Wydawniczej Foksal. W 2024 weszła w skład zarządu Grupy. 
W 2024 nakładem Wydawnictwa Literackiego ukazała się jej powieść "Juno". 
Mieszka w Warszawie.

## Wydane książki
- Gaumardżos! Opowieści z Gruzji (2011), książka napisana wspólnie wraz z Marcinem Mellerem, Wydawnictwo W.A.B., ISBN 978-83-280-5318-2 (wydanie papierowe i elektroniczne z 2018)[27]
- Disko (2012 (2022), Wydawnictwo Wielka Litera, ISBN 978-83-63-38711-2 (wydanie papierowe i elektroniczne)[28]
- Góra Tajget (2016), (2022) Wydawnictwo Wielka Litera, ISBN 978-83-80-32071-0 (wydanie papierowe i elektroniczne)[29].
- Damy, dziewuchy, dziewczyny. Historia w spódnicy (2017), Wydawnictwo Znak emotikon, ISBN 978-83-240-4620-1 (wydanie papierowe i elektroniczne)[30]
- Damy, dziewuchy, dziewczyny. Podróże w spódnicy (2018), Wydawnictwo Znak emotikon, ISBN 978-83-240-5058-1 (wydanie papierowe i elektroniczne)[31]
- Od jednego Lucypera (2020), Wydawnictwo Literackie, ISBN 978-83-08-07049-9 (wydanie papierowe i elektroniczne)[32], 978-83-08-07342-1 (audiobook)[33].
- Stówka. Przeczytaj to jeszcze raz (2021), książka napisana wspólnie z Justyną Sobolewską, Wydawnictwo Osnova,
- Darcie Pierza (2022) Wydawnictwo Literackie
- Juno (2024) Wydawnictwo Literackie.

## Nagrody i wyróżnienia
- 2011 – Nagroda Magellana za reportaż Gaumardżos, opowieści z Gruzji.
- 2016 – Nagroda Literacka Gryfia (nominacja) za Disko.
- 2016 – nominacja do Nagrody Grand Press za wywiad Szydełko opublikowany w Wysokich Obcasach
- 2020 – Nagroda Róża Gali w kategorii Książka za Od jednego Lucypera
- 2021 – jej książka Od jednego Lucypera znalazła się w finale największego plebiscytu czytelników na Książkę Roku 2020, prowadzonego przez portal LubimyCzytać.pl; nominowano ją w kategorii powieść historyczna[34].